# Dialogue de Rome
Dialogue de Rome (Il dialogo di Roma) est un film franco-italien, réalisé par Marguerite Duras, sorti en 1982.

## Fiche technique
- Titre original : Il dialogo di Roma
- Réalisation : Marguerite Duras
- Scénario : Marguerite Duras
- Pays d'origine :  Italie  France
- Genre : court métrage
- Format : couleurs
- Durée : 62 minutes
- Date de sortie : 1982

## Acteurs
- Paolo Graziosi
- Anna Nogara